# Teresa (película)
Teresa —título original: Teresa: Crucificada por amar— es una película dramática chilena de 2009, dirigida por Tatiana Gaviola y protagonizada por Francisca Lewin. El guion escrito por Bernardita Puga y Bárbara Zemelman, es una adaptación de la autobiografía de Teresa Wilms Montt.

## Sinopsis
Una joven poetisa aristocrática de la clase alta chilena de principios del siglo XX, se ve obligada a vivir una matrimonio desdichado hasta que la obligan a recluirse en un convento, desde donde logrará fugarse a Buenos Aires con la ayuda del poeta Vicente Huidobro.

## Reparto
- Francisca Lewin como Teresa Wilms Montt.
- Diego Casanueva como Vicente Huidobro.
- Juan Pablo Ogalde como Gustavo Balmaceda Valdés.
- Álvaro Espinoza como Vicente Balmaceda Zañartu.
- Matías Oviedo como Horacio Mejías «Anuarí».
- Roxana Campos como Mama Rosa.
- Edgardo Bruna como Federico Wilms.
- Catalina Guerra como Luz Victoria Montt.
- Tomás Vidiella como José Ramón Balmaceda.
- Elsa Poblete como Elisa Valdés.
- Sergio Hernández como Vicente García-Huidobro.
- María Olga Matte como María Luisa Fernández.
- Rodolfo Pulgar como Ramón del Valle.
- Pablo Macaya como Víctor Domingo Silva.
- Javiera Parada como Clementina.
- Silvia Novak como Sara Hübner.
- Javiera Diaz de Valdés como Manuela Portales.
- Francisca Walker como Inés Wilms Montt.
- Fernanda Zamorano como Elisa Balmaceda Wilms.
- Sofía Karlsen Galarce como Sylvia Balmaceda Wilms.

## Estreno
Teresa tuvo su avant premiere en un evento realizado el 13 de junio de 2009 en el Hotel Santa Cruz, propiedad del empresario Carlos Cardoen en la ciudad de Santa Cruz. El estrenó en salas de cine fue el 18 de junio. Tres meses después se transmitió por Televisión Nacional de Chile registrando un promedio de 15,6 puntos de rating.